# Col·legi Salvador Espriu
El Col·legi Salvador Espriu és una obra noucentista de Vallfogona de Balaguer (Noguera) inclosa a l'Inventari del Patrimoni Arquitectònic de Catalunya.

## Descripció
L'escola Salvador Espriu està ubicada al nucli de Vallfogona de Balaguer, a l'oest del carrer Major, en una zona eixamplada a principis del segle XX i al nord de la plaça de Sant Miquel.
Consisteix en un edifici aïllat, de dos pisos i teulada a quatre vessants, oriental d'oest a est amb la façana principal encarada al sud. Està construït amb maó i obra de tàpia però exteriorment, la façana principal està arrebossada i pintada (actualment en color groc pàl·lid). Consta de tres cossos principals: El cos central, amb la façana més avançada i la teulada més elevada, té l'accés principal, una porta amb arc de mig punt i marc motllurat, i les dependències del professorat. A dreta i esquerra del cos central s'adossen dues ales simètriques amb tres parells de finestres a cada pis (on cada parell de finestres correspon a una aula, en total doncs hi ha sis aules a cada ala).
Les finestres de la planta baixa són rectangulars, sense cap decoració. Les del pis superior són d'arc rebaixat però tampoc tenen cap mena d'element superflu. L'únic element ornamental de l'edifici es troba sota el ràfec de la teulada, de dos nivells de teula amb un nivell de rajola disposada horitzontalment. Una canalera de secció quadrada recorre tota la línia de teulada. Els baixants se situen a l'angle entre el cos central i les dues ales.